# Immeuble au 4, quai Saint-Thomas à Strasbourg
L'immeuble au 4, quai Saint-Thomas est un monument historique situé à Strasbourg, dans le département français du Bas-Rhin.

## Localisation
Ce bâtiment est situé au 4, quai Saint-Thomas à Strasbourg.

## Historique
L'édifice fait l'objet d'une inscription au titre des monuments historiques depuis 1988.